# Wang Zhenpeng (pintor)
Avís:Wang Zhenpeng és també el nom d'un esportista nascut el 1984.
Wang Zhenpeng (xinès simplificat: 王振鹏; xinès radicional: 王振鵬; pinyin: Wáng Zhènpéng), també conegut com a Pengmei, fou un pintor i arquitecte xniès que va viure sota la dinastia Yuan. No es coneixen les dates exactes del seu naixement ni de la seva mort. Era originari de Yongjia, província de Zhejiang. Se sap de la seva activitat com artista entre els anys 1280 i 1329. Va ser pintor de la cort imperial.
Fou un pintor paisatgista inspirat en l'estil de Li Gongling. Els seus dibuixos arquitecturals (conegut en la història de l'art de la Xina com a jiehua) solen ser monocroms, amb un traç fi. Entre les seves obres destaquen les cèlebres Mahaprajapati tenint cura del nen Buda (Museu de Belles Arts de Boston) i Regata dels bots-dragó (Detroit Institute of Arts). Es troben, també, obres seves al Museu del Palau de Pequín i al Museu Nacional del Palau de Taipei, entre altres centres.